# The Girl in the Park
The Girl in the Park (Brasil: A Garota do Parque / Portugal: Uma Criança Desapareceu) é um filme de drama de 2007 por David Auburn, que faz sua estreia como diretor aqui, depois de ter escrito os filmes Proof em 2005 e The Lake House, em 2006. É estrelado por Sigourney Weaver, Kate Bosworth e Keri Russell, entre outros.

## Sinopse
Duradouramente traumatizada pelo desaparecimento de sua filha de 3 anos ocorrido 16 anos ates, Julia Sandburg (Weaver) tem que se cercar de qualquer pessoa, uma vez próximo e querido para ela, incluindo seu marido Doug e seu filho Chris, que tentou durante anos penetrar seu muro de isolamento e desespero, sem sucesso. Mas, quando Julia encontra Louise (Bosworth), uma jovem problemática com um passado duvidoso, velhas feridas psicológicas de Julia dolorosamente ressurgirão, como fazer a sua esperança ilógica e cada vez mais irracional que Louise possa ser a filha que ela perdeu há muito tempo.

## Elenco
- Sigourney Weaver como Julia Sandburg
- Kate Bosworth como Louise
- Alessandro Nivola como Chris
- Keri Russell como Celeste
- David Rasche como Doug
- Elias Koteas como Raymond

## Filmagem
As filmagens começaram em Nova York em 13 de novembro de 2006 e estava prevista para terminar em 21 de dezembro de 2006. O filme estreou no Festival Internacional de Cinema de Toronto em 9 de setembro de 2007.

## Recepção
O filme tem uma classificação média de 5.7/10 no Rotten Tomatoes. Jason Solomons do The Guardian "Gosto desse drama enganoso, suas tensões e lançamentos, o seu uso simbólico de rabiscar para denotar a coesão e a confusão e seus medos escuros da parentalidade , filhos, o envelhecimento, a perda e a conexão".